# Dondice
Dondice is een geslacht van weekdieren uit de klasse van de Gastropoda (slakken).

## Soorten
- Dondice banyulensis Portmann & Sandmeier, 1960
- Dondice galaxiana Millen & Hermosillo, 2012
- Dondice occidentalis Engel, 1925
- Dondice parguerensis Brandon & Cutress, 1985